# Serpusia succursor
Serpusia succursor är en insektsart som först beskrevs av Karsch 1896.  Serpusia succursor ingår i släktet Serpusia och familjen gräshoppor. Inga underarter finns listade i Catalogue of Life.